# Millingen (Rees)
Millingen is een plaats behorend tot de gemeente Rees in Kreis Kleve in Noordrijn-Westfalen. De plaats ligt op de rechter Rijnoever in het beneden-Nederrijngebied en heeft een kleine drieduizend inwoners.
Millingen ligt op enkele kilometers afstand van het Gelderse grensdorp Megchelen.

## Geschiedenis
Het oudste document dat de plaats noemt, als Myllingen, stamt uit 1429.
Millingen vormde van 1921 tot 1975 met Empel, Heelden en Vehlingen het Amt Millingen. Bij de bestuurlijke herindelingen van 1 januari 1975 kwam het bij de gemeente Rees; waarbij gelijktijdig een deel van de voormalige Kreis Rees werd samengevoegd met Kreis Kleve.

## Sint-Quirinuskerk
Midden in het dorp staat de Sint-Quirinuskerk met pastorie. Beide staan op de monumentenlijst van Rees. Tegenover de kerk staat het voormalig café-restaurant Gasthof zur Post.

## Verkeer
- Millingen ligt net afzijdig van twee doorgaande wegen; de Bundesstraße 8 en de Bundesstraße 67. Ten noorden van Millingen verloopt de A3 (Arnhem-Oberhausen), nabij Millingen zijn op- en afritten van deze weg.
- De regionale treinen die op de halteplaats Millingen (bei Rees) stoppen geven verbinding met de richtingen Emmerik, Arnhem en Wesel.
- Het busvervoer wordt verzorgd door de NIAG

## Millinger Meer en Millinger Bruch
Het Millinger Meer is een natuurgebied met een strandbad ten zuidwesten van Millingen gelegen in een landschap van oude Rijnarmen zoals de Bienener Altrhein en de Grietherorther Altrhein. Ten noorden van Millingen wordt het polderlandschap gekenmerkt door een netwerk van rechte afwateringssloten; hier bevinden zich de vogelbeschermingsgebieden Hetter-Millinger Bruch. De Millinger Landwehr van het meertje naar de Hetter stroomt door het dorp.

## Afbeeldingen

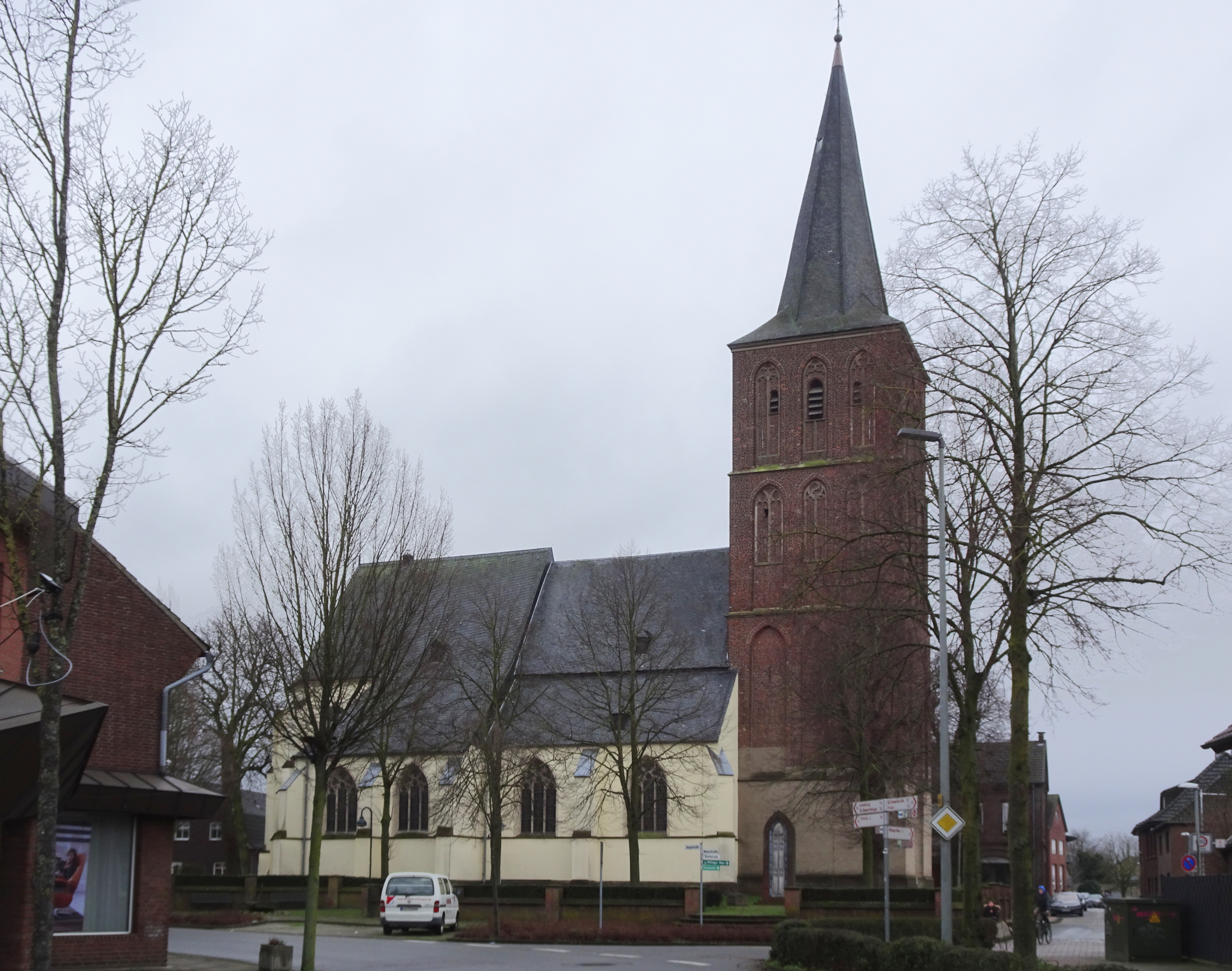
Sint-Quirinuskerk
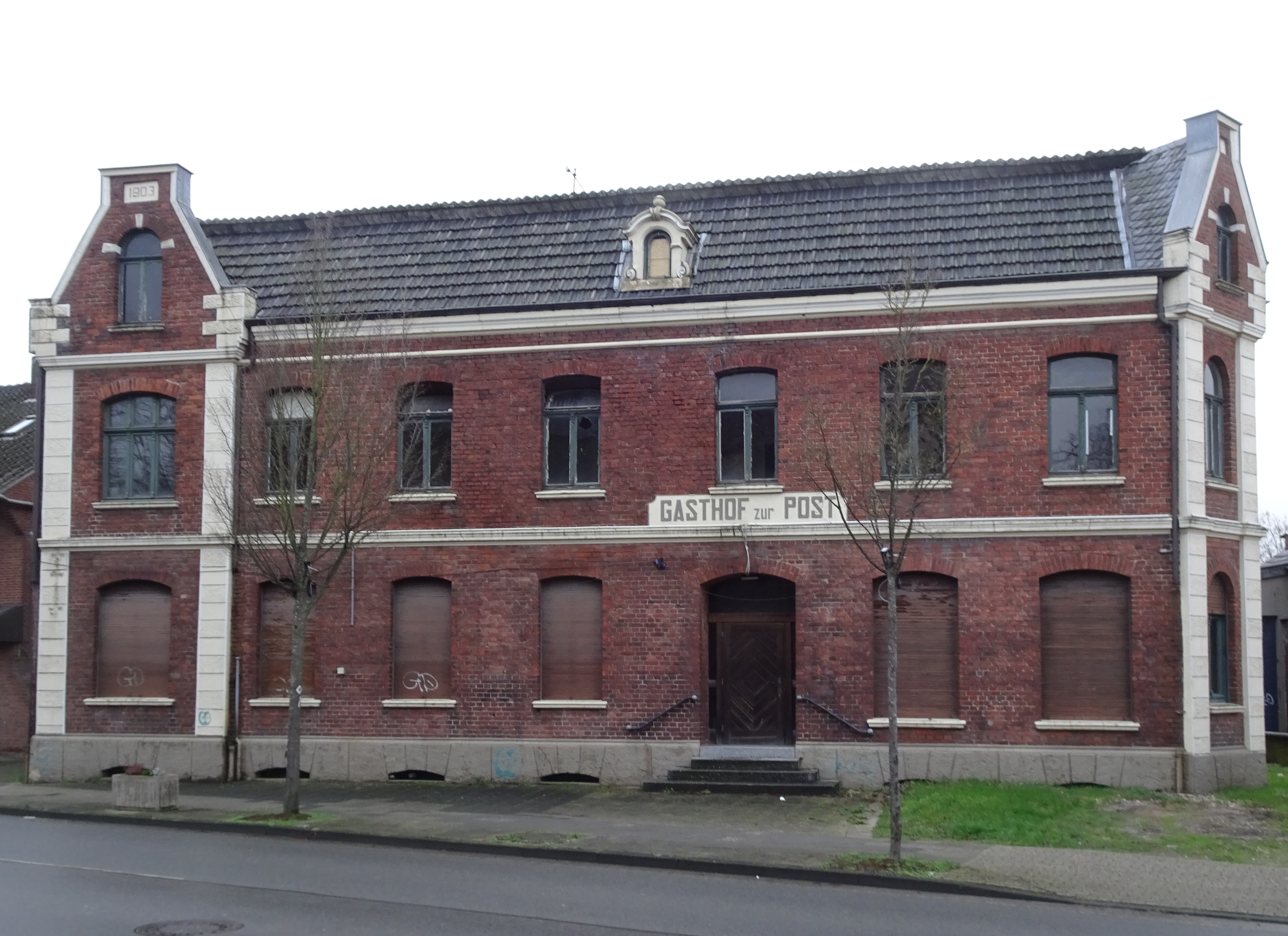
Gasthof zur Post
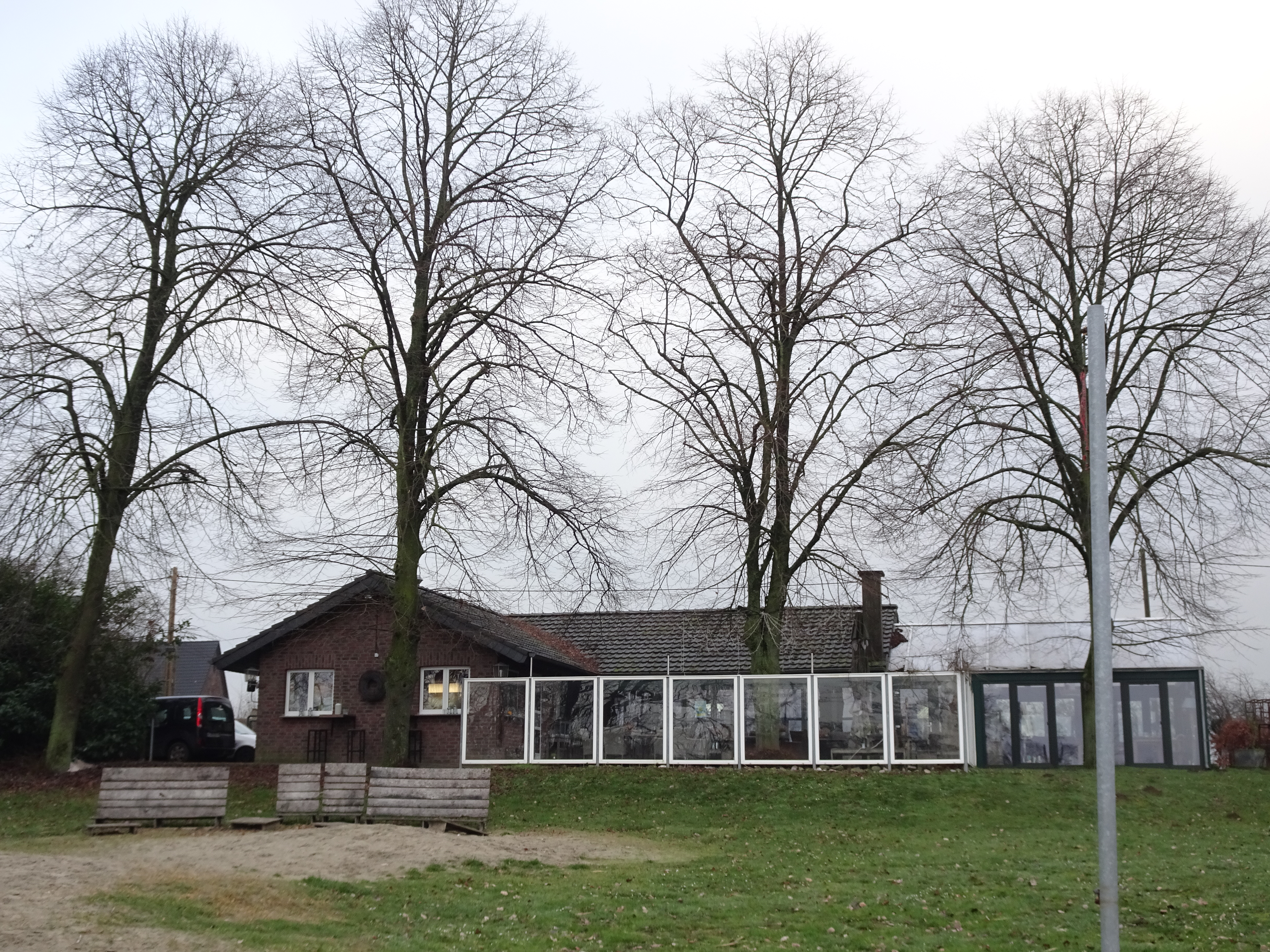
Strandbad Millinger Meer
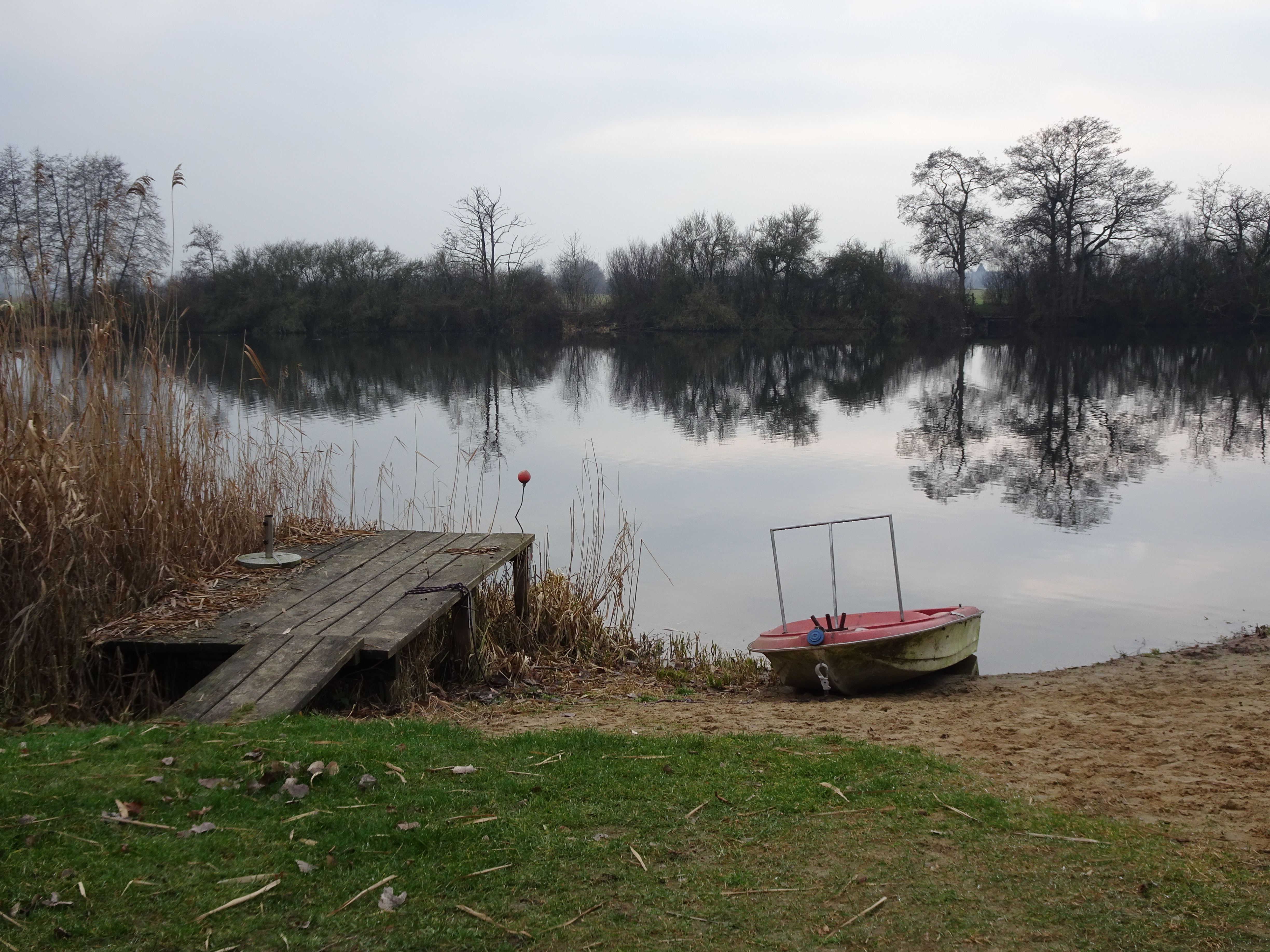
Millinger Meer
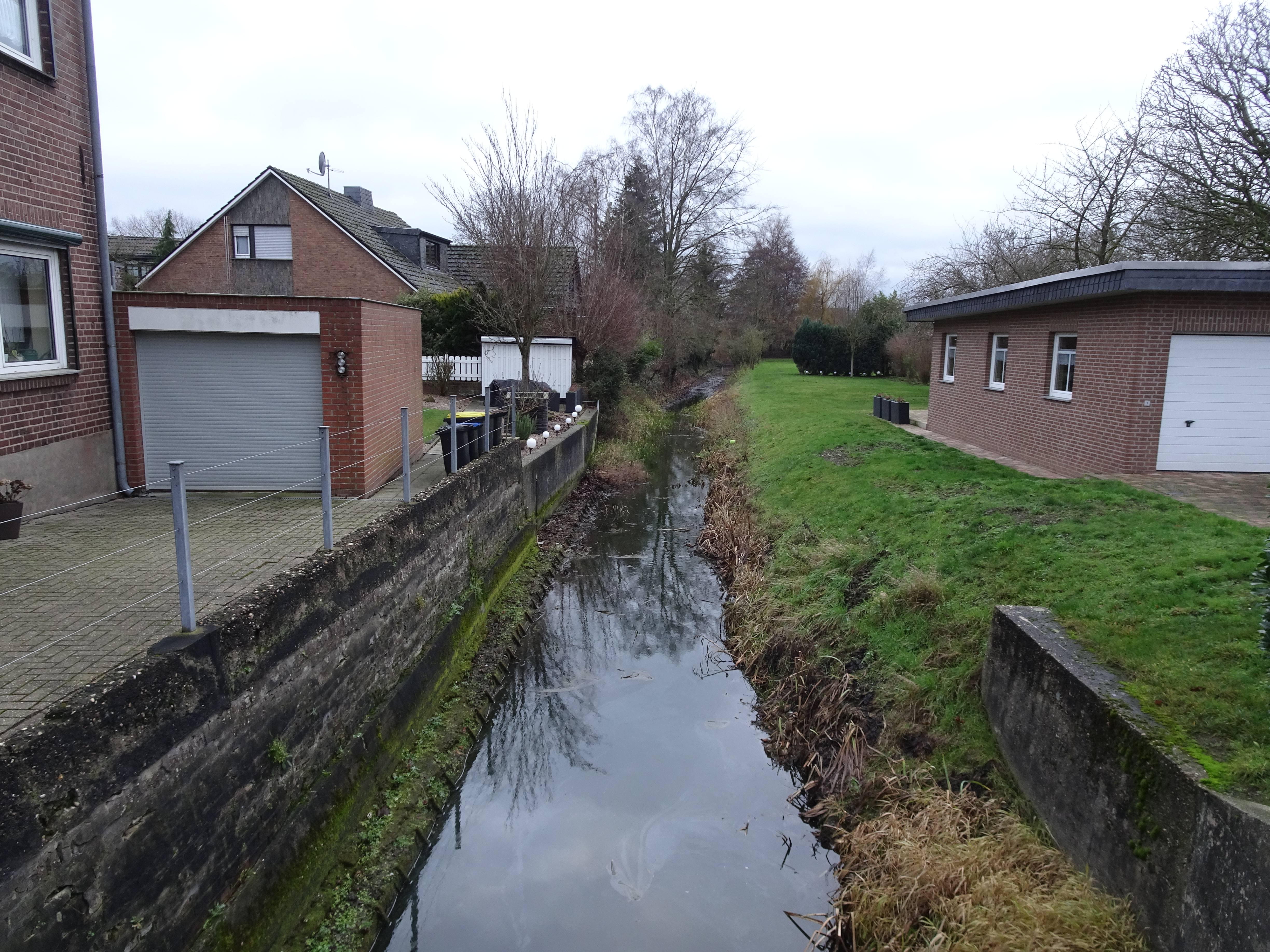
Millinger Landwehr
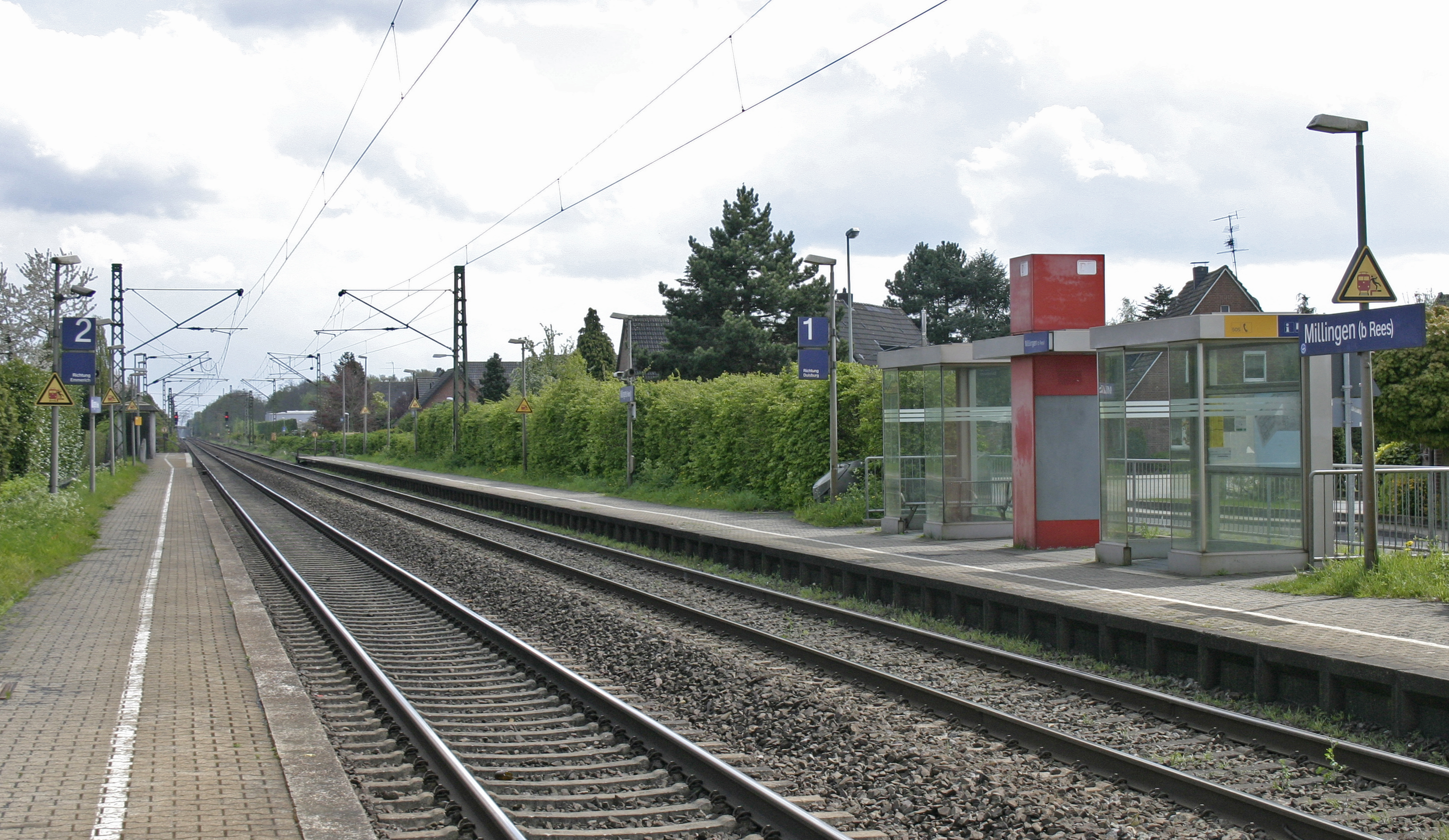
Station Millingen
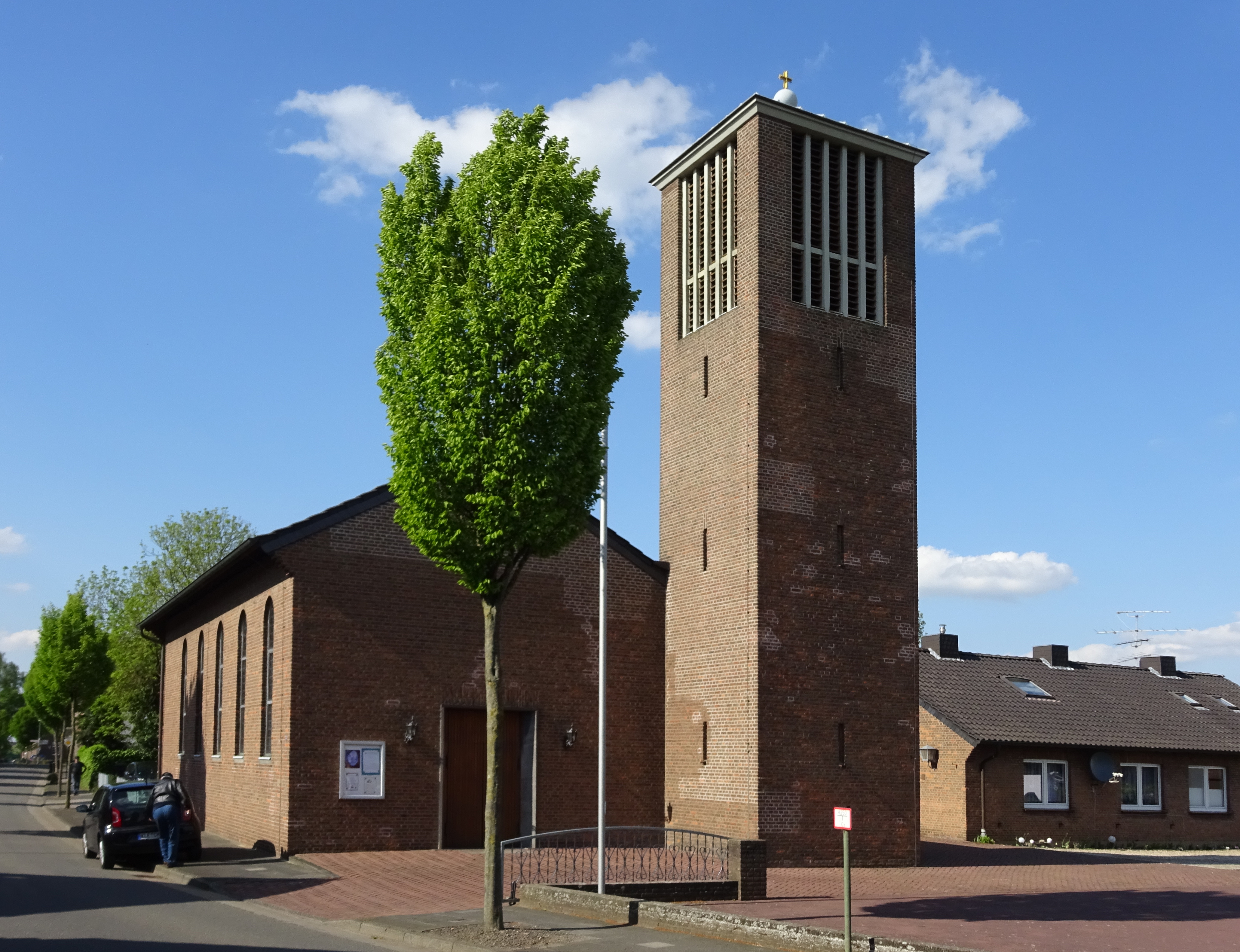
Evangelische kerk
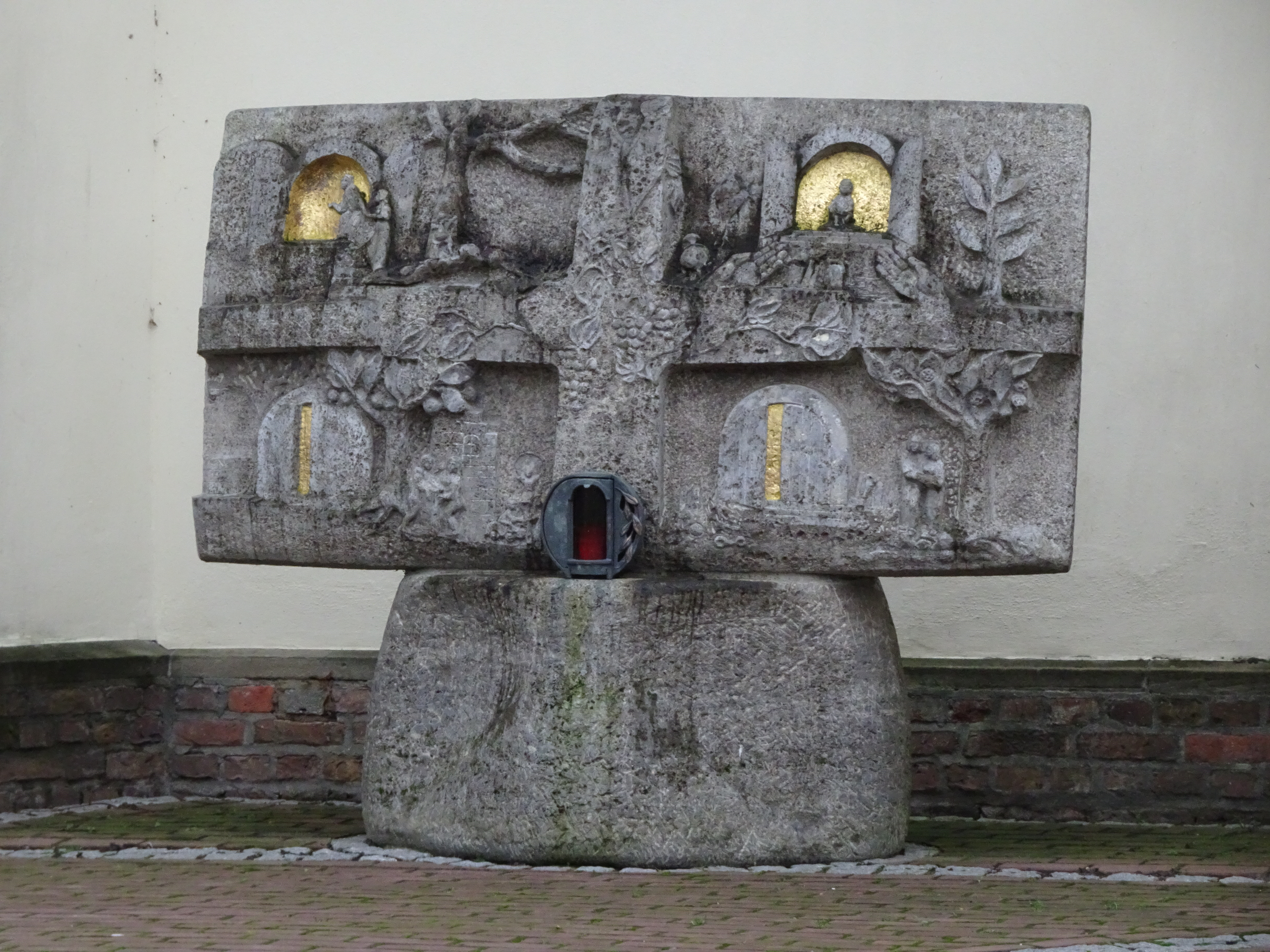
Kruisbeeld bij St. Quirinuskerk

## Geboren
- Klaus van de Locht (1942), beeldhouwer, graficus
- Peter van de Locht (1946), beeldhouwer